# Loïc Rémy
Loïc Rémy (* 2. ledna 1987 Lyon) je bývalý francouzský profesionální fotbalista, který hrával na pozici útočníka. Svou hráčskou kariéru ukončil v létě 2023. Mezi lety 2009 a 2014 odehrál také 31 zápasů ve francouzské reprezentaci, ve kterých vstřelil 7 branek. Je účastníkem Mistrovství světa 2014 v Brazílii.

## Klubová kariéra
V seniorském fotbale debutoval v dresu Olympique Lyon.
V létě 2014 přestoupil do Chelsea jako náhrada za Fernanda Torrese. Debutoval 13. září, když v 71. minutě nahradil Diega Costu za stavu 3:1 pro Chelsea. Hned po 9 minutách na hřišti zvýšil náskok blues přesnou střelou k tyči. Chelsea nakonec vyhrála 4:2. Svůj debut v Lize mistrů UEFA si připsal 17. září když v 74. minutě vystřídal Williana. Chelsea nakonec remízovala s FC Schalke 04 1:1. První gól v této soutěži si připsal 21. října ve 13. minutě proti slovinskému NK Maribor. O tři minuty později musel být ale kvůli zranění třísla vystřídán.

3. května 2015 tři kola před koncem sezóny 2014/15 získal s Chelsea ligový titul, v téže sezóně vyhrál i Football League Cup.
30. srpna 2016 odešel z Chelsea na hostování do jiného anglického klubu Crystal Palace FC.
V září 2017 přestoupil z Chelsea jako volný hráč do španělského klubu UD Las Palmas.

## Reprezentační kariéra
Hrál za mládežnické výběry Francie U20 a U21.
Loïc Rémy debutoval v A-mužstvu Francie 2. 6. 2009 v přátelském utkání v Saint-Étienne proti reprezentaci Nigérie (porážka 0:1).
Trenér Didier Deschamps jej vzal na Mistrovství světa 2014 v Brazílii. Francouzi vypadli na šampionátu ve čtvrtfinále s Německem po porážce 0:1.

## Statistiky

### Klubové
K zápasu odehranému 8. března 2020
| Klub                   | Sezóna  | Liga           | Liga   | Liga | Národní pohár | Národní pohár | Ligový pohár | Ligový pohár | Evropské poháry | Evropské poháry | Ostatní | Ostatní | Celkem | Celkem |
| Klub                   | Sezóna  | Liga           | Zápasy | Góly | Zápasy        | Góly          | Zápasy       | Góly         | Zápasy          | Góly            | Zápasy  | Góly    | Zápasy | Góly   |
| ---------------------- | ------- | -------------- | ------ | ---- | ------------- | ------------- | ------------ | ------------ | --------------- | --------------- | ------- | ------- | ------ | ------ |
| Lyon                   | 2006/07 | Ligue 1        | 6      | 0    | 2             | 0             | 1            | 0            | 1               | 0               | 0       | 0       | 10     | 0      |
| Lyon                   | 2007/08 | Ligue 1        | 6      | 0    | 1             | 0             | 1            | 0            | 1               | 0               | 0       | 0       | 9      | 0      |
| Lyon                   | Celkem  | Celkem         | 12     | 0    | 3             | 0             | 2            | 0            | 2               | 0               | 0       | 0       | 19     | 0      |
| Lens (host.)           | 2007/08 | Ligue 1        | 10     | 3    | 0             | 0             | 2            | 1            | —               | —               | —       | —       | 12     | 4      |
| Nice                   | 2008/09 | Ligue 1        | 32     | 11   | 1             | 0             | 3            | 2            | —               | —               | —       | —       | 36     | 13     |
| Nice                   | 2009/10 | Ligue 1        | 34     | 14   | 1             | 1             | 1            | 1            | —               | —               | —       | —       | 36     | 16     |
| Nice                   | 2010/11 | Ligue 1        | 3      | 1    | 0             | 0             | 0            | 0            | —               | —               | —       | —       | 3      | 1      |
| Nice                   | Celkem  | Celkem         | 69     | 26   | 2             | 1             | 4            | 3            | —               | —               | —       | —       | 75     | 30     |
| Marseille              | 2010/11 | Ligue 1        | 31     | 15   | 1             | 0             | 2            | 0            | 7               | 2               | 0       | 0       | 41     | 17     |
| Marseille              | 2011/12 | Ligue 1        | 29     | 12   | 4             | 3             | 4            | 4            | 9               | 2               | 1       | 1       | 47     | 22     |
| Marseille              | 2012/13 | Ligue 1        | 14     | 1    | 1             | 0             | 1            | 0            | 7               | 2               | —       | —       | 23     | 3      |
| Marseille              | Celkem  | Celkem         | 74     | 28   | 6             | 3             | 7            | 4            | 23              | 6               | 1       | 1       | 111    | 42     |
| QPR                    | 2012/13 | Premier League | 14     | 6    | 0             | 0             | 0            | 0            | —               | —               | —       | —       | 14     | 6      |
| QPR                    | 2014/15 | Premier League | 2      | 0    | 0             | 0             | 0            | 0            | —               | —               | —       | —       | 2      | 0      |
| QPR                    | Celkem  | Celkem         | 16     | 6    | 0             | 0             | 0            | 0            | —               | —               | —       | —       | 16     | 6      |
| Newcastle(host.)       | 2013/14 | Premier League | 26     | 14   | 1             | 0             | 0            | 0            | —               | —               | —       | —       | 27     | 14     |
| Chelsea                | 2014/15 | Premier League | 19     | 7    | 2             | 1             | 2            | 0            | 4               | 1               | —       | —       | 27     | 9      |
| Chelsea                | 2015/16 | Premier League | 13     | 1    | 1             | 0             | 2            | 2            | 3               | 0               | 1       | 0       | 20     | 3      |
| Chelsea                | Celkem  | Celkem         | 32     | 8    | 3             | 1             | 4            | 2            | 7               | 1               | 1       | 0       | 47     | 12     |
| Crystal Palace (host.) | 2016/17 | Premier League | 5      | 0    | 3             | 0             | 0            | 0            | –               | –               | –       | –       | 8      | 0      |
| Las Palmas             | 2017/18 | La Liga        | 12     | 5    | 1             | 1             | –            | –            | –               | –               | –       | –       | 13     | 6      |
| Getafe (host.)         | 2017/18 | La Liga        | 11     | 3    | 0             | 0             | –            | –            | –               | –               | –       | –       | 11     | 3      |
| Lille                  | 2018/19 | Ligue 1        | 26     | 7    | 2             | 0             | 1            | 0            | –               | –               | –       | –       | 29     | 7      |
| Lille                  | 2019/20 | Ligue 1        | 20     | 7    | 3             | 3             | 3            | 3            | 4               | 1               | –       | –       | 30     | 14     |
| Lille                  | Celkem  | Celkem         | 46     | 14   | 5             | 3             | 4            | 3            | 4               | 1               | 0       | 0       | 59     | 21     |
| Çaykur Rizespor        | 2020/21 | Süper Lig      | 0      | 0    | 0             | 0             | –            | –            | 0               | 0               | 0       | 0       | 0      | 0      |
| Celkem                 | Celkem  | Celkem         | 313    | 107  | 24            | 9             | 23           | 13           | 36              | 8               | 2       | 1       | 398    | 138    |

### Reprezentační
K zápasu odehranému 14. listopadu 2014
| Francie |        |      |
| Rok     | Zápasy | Góly |
| 2009    | 1      | 0    |
| 2010    | 5      | 1    |
| 2011    | 11     | 3    |
| 2012    | 0      | 0    |
| 2013    | 4      | 0    |
| 2014    | 9      | 3    |
| Celkem  | 30     | 7    |

#### Reprezentační góly
K zápasu odehranému 14. listopadu 2014. Skóre a výsledky Francie jsou vždy zapisovány jako první.
| Gól | Datum              | Místo                                                 | Soupeř    | Skóre | Výsledek | Soutěž                   |
| --- | ------------------ | ----------------------------------------------------- | --------- | ----- | -------- | ------------------------ |
| 1.  | 9. října 2010      | Stade de France, Saint-Denis, Francie                 | Rumunsko  | 1:0   | 2:0      | Kvalifikace na Euro 2012 |
| 2.  | 10. srpna 2011     | Stade de la Mosson, Montpellier, Francie              | Chile     | 1:0   | 1:1      | Přátelský zápas          |
| 3.  | 7. října 2011      | Stade de France, Saint-Denis, Francie                 | Albánie   | 2:0   | 3:0      | Kvalifikace na Euro 2012 |
| 4.  | 11. listopadu 2011 | Stade de France, Saint-Denis, Francie                 | USA       | 1:0   | 1:0      | Přátelský zápas          |
| 5.  | 27. května 2014    | Stade de France, Saint-Denis, Francie                 | Norsko    | 3:0   | 4:0      | Přátelský zápas          |
| 6.  | 4. září 2014       | Stade de France, Saint-Denis, Francie                 | Španělsko | 1:0   | 1:0      | Přátelský zápas          |
| 7.  | 14. října 2014     | Stadion republiky Vazgena Sargsjana, Jerevan, Arménie | Arménie   | 1:0   | 3:0      | Přátelský zápas          |